# Ключ 166
Ключ 166 (трад. и упр. 里) — ключ Канси со значением «деревня»; один из 20, состоящих из семи штрихов.
В словаре Канси есть 14 символов (из 49 030), которые можно найти c этим радикалом.

## История
Древняя идеограмма, состоявшая из рисунков «поле, межа» и «земля», образовала иероглиф «измерять, размежевывать (землю)».
В современном языке иероглиф используется также в значениях: «верста, миля, квартал, проулок», «деревня, поселок, усадьба, дом» и др.
В качестве ключевого знака иероглиф используется сравнительно редко.
- Вид в малой печати Чжуаньшу

В словарях находится под номером 166.

## Примеры иероглифов
| Доп. штрихи | Иероглифы |
| ----------- | --------- |
| 0           | 里        |
| 2           | 重        |
| 4           | 野        |
| 5           | 量        |
| 11          | 釐        |

- Примечание: Ваш браузер может отображать иероглифы неправильно.